# 17853 Ronaldsayer
17853 Ronaldsayer è un asteroide della fascia principale. Scoperto nel 1998, presenta un'orbita caratterizzata da un semiasse maggiore pari a 3,1185625 UA e da un'eccentricità di 0,1643497, inclinata di 6,35840° rispetto all'eclittica.